# Ішвара
Ішвара (санскр. ईश्वर, Īśvara IAST - «Господь, повелитель») — філософська концепція в індуїзмі, означає «повелитель» або «верховний повелитель»,  тобто Бог в монотеїстичному розумінні або іштадевата в моністичній філософії адвайта. «Ішвара» також використовується просто в значенні «правитель» або «пан». Термін також вживається в буддизмі, наприклад, в «Авалокітешвара», для позначення могутньої, але не всесильної істоти. 
Ішварі - форма жіночого роду, яка вживається стосовно жіночого божества, особливо в шактизмі. 

## Ішвара у філософських школах індуїзму
Серед шести систем індійської філософії, Самкх'я і Міманса не приймають концепцію Ішвари. Тоді як послідовники чотирьох монотеїстичних шкіл: йоги, вайшешіки, веданти і ньяї вірять в існування Ішвари. 
Кожна філософська школа в індуїзмі по-своєму трактує поняття Ішвара. В Адвайта-веданті, будь-яке божество може уособлювати поняття Ішвара, тоді як у вайшнавізмі, тільки  Вішну та його аватари належать до категорії всемогутнього Ішвари.

### Адвайта-веданта
Адвайта стверджує, що коли людська істота медитує на Брахман, Верховний Вселенський Дух проектується на обмежений людський розум і проявляється людині як Ішвара. Таким чином, розум проектує людські атрибути, такі як особистість, материнство і батьківство на Всевишнього. Образно кажучи, коли «відображення» Космічного Духа падає на дзеркало Майї (ілюзії), він відчувається як Верховний Господь.
Хоча, проектування подібних атрибутів на Бога (антропоморфізація бога) може певною мірою допомогти, - міріади форм та імен Бога в індуїзмі є ні чим іншим, як створеними людиною шляхами для осягнення божественного. 

### Вішишта-адвайта
У вішишта-адвайті Ішвара виступає як Верховний Космічний Дух, який повністю керує всесвітом і всіма живими істотами, які в сукупності є гігантським «організмом» або «тілом» Ішвари. Трійця Ішвари, всесвіту і живих істот є Брахманом, який виступає як сукупність буття. Ішвара це Парабрахман, наділений безмежними трансцендентними якостями (кальяну гунами). Ішвара - це досконалий, всезнаючий, всюдисущий, безтілесний,  незалежний, творець світу, його чинний правитель і в майбутньому його руйнівник. Він - безпричинний, вічний і незмінний, але в той же самий час він є причиною прояви цього світу. Він всюдисущий (як білий колір в молоці), але водночас незалежний і трансцендентний (як годинникар незалежний від зроблених ним годинників). Він є об'єктом поклоніння, основою моральних принципів і тим, хто дає плоди карми. Він керує світом за допомогою своєї божественної енергії Майї.

### Двайт
Згідно з філософією двайті, Ішвара володіє всіма тими якостями, що і у вішішта-адвайті. Однак, Ішвара виступає тільки як дійсна, але не матеріальна причина всесвіту і живих істот. Таким чином, Двайт-веданта не поділяє Ішвару і Брахман, і не вірить у те, що Брахман не має особистісних атрибутів, так само як і в те, що Ішвара безтілесний. Ішвара виступає як найвищий прояв істини і поклоніння Богові обов'язково засновано на вірі в Нього як всемогутнього, але в той же самий час вірний любить особистісне божество. 
Таким чином, крім своєї віри в абстрактний принцип Брахмана, більшість індусів щоденно поклоняються Богу в одній з Його особистісних форм, таких як Вішну, Крішна, Шива або Шакті. Для багатьох індуїстів таке поклоніння особистісним формам Бога має свою практичну сторону: набагато легше розвивати відданість і служити особистості, ніж якомусь абстрактному принципові. Відповідно, у священних писаннях індуїзму Бог зображується не тільки як абстрактне поняття чи принцип, але і як особистість.